# Antarktische Perlwurz
Die Antarktische Perlwurz (Colobanthus quitensis) ist eine Pflanzenart aus der Gattung Colobanthus innerhalb der Familie der Nelkengewächse (Caryophyllaceae). Anders als ihr deutscher Name andeutet, findet sie sich nicht nur auf dem antarktischen Kontinent, sondern auch von Chile und Peru bis Patagonien sowie auf einigen Subantarktischen Inseln.

## Beschreibung

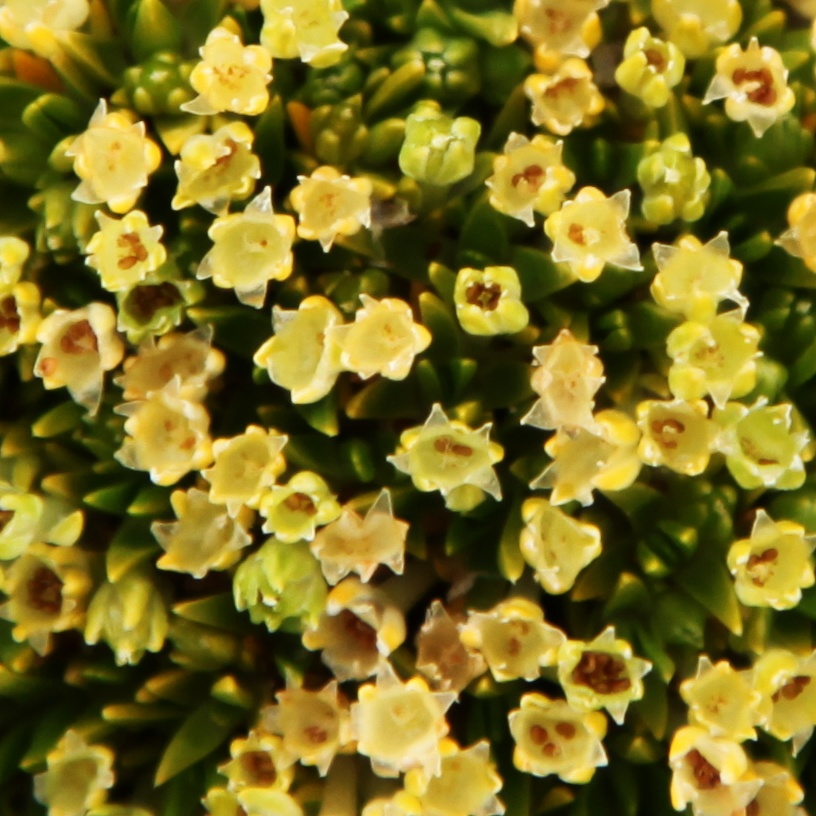
Blüten

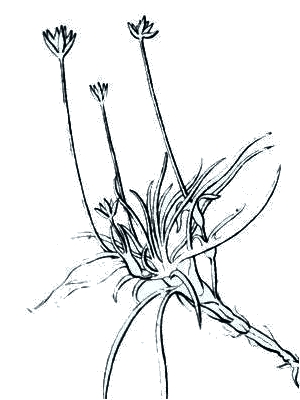
Illustration

### Vegetative Merkmale
Die Antarktische Perlwurz ist eine polsterbildende und kahle, kleine, in ihrer Größe sehr variable, büschelige Pflanze mit starker Wurzel. Die Laubblätter stehen in einer Rosette. Die grasähnlichen, steifen oder weichen Laubblätter sind bei einer Länge von 1 bis 1,5 Zentimetern linealisch, gelegentlich aber auch länger.

### Generative Merkmale
Ihre schlanken Blütenstände sind so lang wie die Pflanzen selbst oder etwas länger noch und tragen eine endständige Einzelblüte an einem kurzen, am oberen Ende verdickten Blütenstiel. Tragblätter können an Blütenstand oder Blütenstiel vorkommen.
Die vier oder fünf Kelchblätter sind eiförmig bis länglich-rund und spitz zulaufend, die ebenso vielen Staubblätter stehen wechselständig zu den Kelchblättern. Die Kapselfrucht steht aus dem Kelch heraus. Die Samen sind rötlich mit langem Funiculus.

## Verbreitung
Das Verbreitungsgebiet der Antarktischen Perlwurz ist weitgestreckt. Es reicht von Mexiko (17° N) über die südamerikanischen Anden bis Patagonien. Subantarktisch zieht es sich über die Falklandinseln, Südgeorgien, die Südlichen Orkneyinseln und Südlichen Shetlandinseln bis zur Antarktischen Halbinsel. Dort ist sie auf die eisfreien Gebiete der westlichen Küstenregion beschränkt, wo sie gut drainierte, mineralische Lehmböden besiedelt. Aufgrund der zunehmend höheren Temperaturen im antarktischen Sommer vergrößert sich ihr Verbreitungsgebiet dort zunehmend.
Die Antarktische Perlwurz ist neben der Antarktischen Schmiele (Deschampsia antarctica) die einzige einheimische Samenpflanze des antarktischen Florenreichs, mit ihr (sowie den Neophyten Einjähriges Rispengras und Wiesen-Rispengras) bildet sie dort den einzigen Samenpflanzen-Vegetationstyp, die „Grass and cushion plant subformation“. Die Antarktische Perlwurz ist dabei die seltenere der beiden heimischen Arten, von 116 im Jahr 1985 bekannten Gefäßpflanzen-Standorten dort fand sie sich in 42 %, nur in 3 % trat sie dabei allein auf.
Als Pflanze, die sowohl an alpine wie polare Bedingungen angepasst ist, findet sie sich je nach Standort in sehr verschiedenen Höhenlagen. In der Antarktis findet sie sich nahe Meereshöhe, steigt jedoch in den Anden bis auf 4200 Meter.

## Taxonomie
Die Erstbeschreibung erfolgte unter dem Namen (Basionym) Sagina quitensis durch Karl Sigismund Kunth in der ersten Hälfte des 19. Jahrhunderts. Das Artepitheton verweist auf den Fundort bei Quito, der ecuadorianischen Hauptstadt. Friedrich Gottlieb Bartling stellte sie 1831 in eine eigene Gattung, Colobanthus, deren Typusart sie ist. Ein weiteres Synonym für Colobanthus quitensis (Kunth) Bartl. ist Colobanthus crassifolius (d’Urv.) Hook.f.